# 拉马特大卫空军基地
拉马特大卫空军基地是位于以色列北部区海法东南方向的一個以色列空军機場。該機場也是以色列最北端的空军基地，機場內有战斗机、无人机和直升机。

## 历史
1942年，英國皇家空軍建造了該機場。第二次世界大战期間，犹太人伞兵在这里接受训练。
1948年5月14日，以色列宣布独立，次日1948年阿拉伯-以色列戰爭爆发，當時為了能讓英国军队从巴勒斯坦地區撤走，该基地依然暫時由英国皇家空军託管。 1948年5月22日，埃及空軍误以为它已經由以色列控制，於是袭击该基地。数架飞机受损，一座机库被毁，四名英国飞行员丧生。五架埃及战斗机被击落。 不久之后，该基地被以色列國防軍接管。